# Ксенија Пелопонеска
Ксенија Пелопонеска (Ксенија Каламатска р. 291. – умрла 3/16 маја 318) је хришћанска светитељка, коју Православна црква поштује као великомученицу и спомиње је 3/16 маја.

## Живот
Рођена је у 3. веку, у граду Калама (данас Каламата), у породици досељеника из источне Италије – отац Николас и мајка Деспина.
Ксенијини родитељи су били хришћани и преселили су се у Каламату да би избегли прогон хришћана. Населили су се на сеоском имању изван града, јер је Ксенијин отац био фармер. Од раног детињства, Ксенија је тежила Богу, волела је да се моли и више је волела да помаже породици у кући него да се игра са децом.
Сазревши, девојка је почела да се истиче својом изузетном лепотом, Ксенија је била висока и добро грађена, са прелепим лицем, плавим очима и дугом златном косом. Није тражила брак, одлучивши да задржи невиност и посвети се Богу. Једног дана, док је радила у пољу, приметио ју је локални пагански владар Дометијан, бешћутан и суров човек. Заведен невероватном лепотом девојке, решио је да је по сваку цену учини својом женом, али је она то упорно изнова одбијала.
Тада се Дометијан обратио мађионичарима да зачарају Ксенију, а она је молитвом и крсним знамењем одагнала враџбине. Пошто је претрпео још један неуспех, владар је одлучио да је наговори на силу да се уда и наредио је да буде затворена и мучена. Ксенија је била везана за бандеру, њено тело је паљено и мазано блатом, али је ујутру пронађена потпуно читава и здрава. Бесан, Дометијан је наредио да девојку вежу за коња како би је вукао по граду, али се коњ није померио. Одвели су је у пагански храм са захтевом да принесе жртву паганским боговима, али се након њене молитве догодио земљотрес који је уништио паганско светилиште.
Тако је Ксенија после дуготрајног мучења остала непоколебљива и наставила да прославља Христа. Видевши његову немоћ, владар је наредио да јој посеку главу и изваде јој срце. Ксенија је са радошћу прихватила смрт, узневши захвалну молитву Господу.
После погубљења, војници су извадили Ксенијино срце и ставили га на тањир да га дају владару, а њено тело исецкали на много делова и спалили, док је њено тело горело, из њега је избијао диван мирис.
Побожни хришћани су сакупљали пепео свете Ксеније, а потом су од њега почела да се дешавају многа чуда и исцељења. Дометијана је убрзо у лову захватила муња и спалила му читаво тело.
Молитвом светој Ксенији исцељени су многи болесни, оболели од парализе, очних, срчаних, кожних и нервних болести. Такође, света Ксенија се од давнина сматрала за избавитељицу од клетви и враџбина.
На иконама се светитељка традиционално приказује као плавокоса девојка са крстом у рукама и срцем на послужавнику.